# Sem-Peixe
Sem-Peixe is een gemeente in de Braziliaanse deelstaat Minas Gerais. De gemeente telt 2.993 inwoners (schatting 2009).

## Aangrenzende gemeenten
De gemeente grenst aan Dom Silvério, Rio Casca, Rio Doce, Santa Cruz do Escalvado en São Domingos do Prata.